# Pierre Benoît Dauzat-Dembarrère
Pierre Benoît Marie Dauzat-Dembarrère (ur. 17 kwietnia 1809 w Lourdes, zm. 21 października 1878 w Bagneux) – francuski prawnik, urzędnik samorządowy, polityk i urzędnik konsularny.

## Życiorys
Po ukończeniu studiów prawniczych w 1833 został przyjęty do palestry paryskiej i powołano go na zastępcę prezesa sądu cywilnego w Lourdes. Zastąpił swojego ojca jako przew. sejmiku departamentu Pireneje Wysokie, a po objęciu funkcji prokuratora królewskiego zrezygnował z udziału w rewolucji lutowej. Był też deputowanym departamentu Pireneje Wysokie (1852-1863), oraz pełnił funkcję konsula generalnego w Gdańsku (1864-1868) oraz Gibraltarze (1868).
Został uhonorowany nadaniem mu Legii Honorowej.